# 619
619(육백십구)는 618보다 크고 620보다 작은 자연수다.

## 수학
- 114번째 소수다. 앞의 소수는 쌍둥이 소수인 617, 다음은 631이다.

## 과학·기술
- NGC 619(독일어판, 프랑스어판): 조각가자리 방향에 있는 막대나선은하.
- 619 트리베르가(영어판): 소행성.
- 피아트 619(영어판): 피아트의 트럭.

## 교통

### 철도
- 서울 지하철 6호선 월드컵경기장역의 역번호.

### 도로
- 619번 지방도: 충청남도 청양군 화성면에서 당진시 송악읍까지 이어지는 대한민국의 지방도.

## 군사
- U-619(영어판): 제2차 세계 대전에 사용된 나치 독일의 군용 잠수함.

## 문화유산
- 대한민국의 보물 제619호: 천마총 목걸이

## 기타
- 날짜: 6월 19일
- 연도: 619년, 기원전 619년
- 619 웨스턴(영어판): 미국 시애틀에 있는 건물.